# Naval Aircraft Factory
Il Naval Aircraft Factory, noto anche semplicemente come NAF, fu un impianto produttivo alle dipendenze della United States Navy, la marina militare degli Stati Uniti d'America incaricato di sopperire alle necessità di velivoli militari destinati ai reparti aerei della marina realizzando presso i suoi stabilimenti modelli di progettazione esterna, dei quali era stata acquisita la licenza, sviluppandone inoltre alcuni affidati al proprio ufficio tecnico.
Fondata nel 1918, continuò l'attività fino all'inizio del 1945 quando venne deciso di cessare ogni produzione.

## Storia

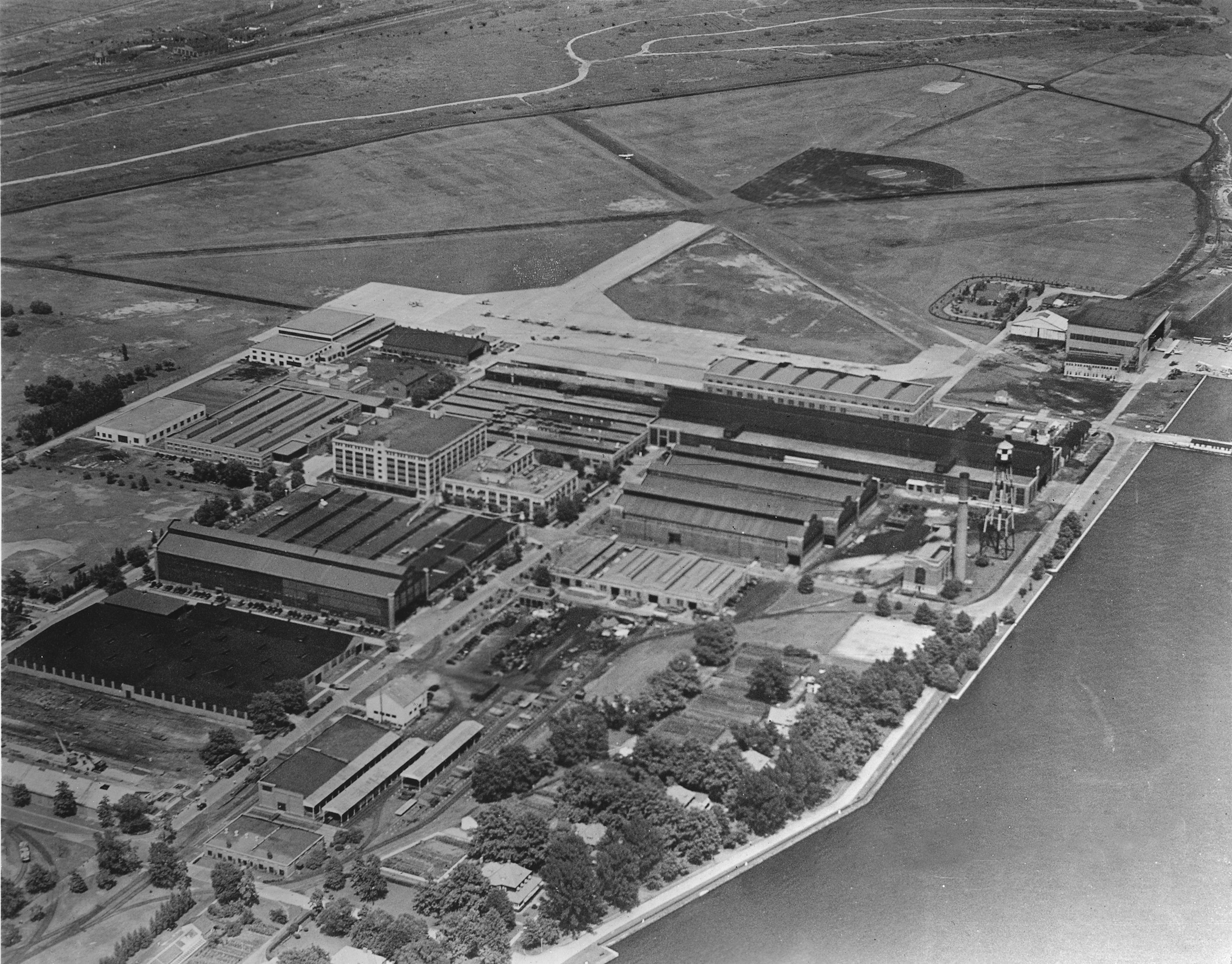
Vista aerea del NAF.

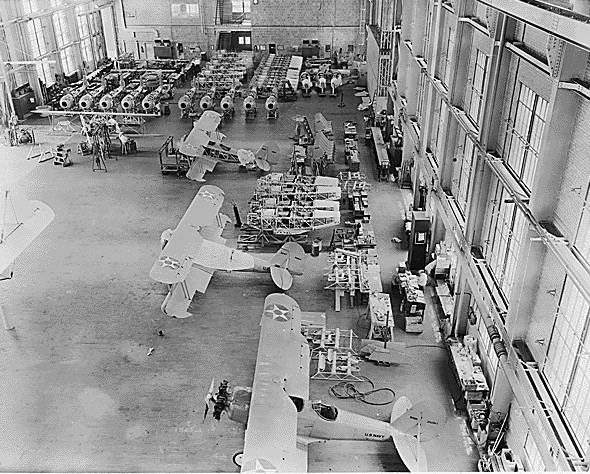
Catena di produzione del Naval Aircraft Factory N3N Canary, 1937.

Il Naval Aircraft Factory venne fondato dalla US Navy nel 1918 a Filadelfia, Pennsylvania al fine di contribuire a risolvere i problemi di approvvigionamento degli aerei che facevano capo al Navy Department, il dipartimento della marina, a seguito dell'entrata degli Stati Uniti d'America nella prima guerra mondiale a fianco delle nazioni della Triplice intesa. Le richieste di enormi quantità di velivoli da parte dello United States Army, l'esercito statunitense, ebbe come conseguenza una decisa mancanza di interesse, a causa delle modeste quantità richieste, nei confronti delle specifiche emesse dalla marina. Il Navy Department concluse quindi che fosse necessario realizzare una fabbrica che fosse amministrata da personale della US Navy stessa per assicurare la fornitura di parte del velivoli ad essa necessari, per ottenere dati relativi ai costi per la guida del Dipartimento nei suoi rapporti con i produttori privati e per avere sotto il proprio controllo una fabbrica capace di produrre progetti sperimentali.
Il 27 luglio 1917, l'allora Segretario alla Marina degli Stati Uniti d'America Josephus Daniels decise di approvare il progetto; il contratto venne sottoscritto il 6 agosto 1917 e la prima pietra posata quattro giorni più tardi. L'intero impianto venne completato entro il 28 novembre 1917, solo 110 giorni dopo l'inizio del lavori di escavo del terreno.
Al termine del lavori la necessità più impellente era quella di integrare la flotta aerea della US Navy di idrovolanti destinati al pattugliamento marittimo per cui venne avviata la pianificazione per la produzione dell'H-16. Il 27 marzo 1918, solo 228 giorni dalla posa della prima pietra e 151 dalla ricezione di progetti originali, il primo H-16 costruito dalla NAF riuscì ad essere portato in volo con successo. Il successivo 2 aprile i primi due H-16 prodotti dalla NAF vennero inviati via mare alla stazione navale di Killingholme, nella contea del Lincolnshire, in Inghilterra.
Durante il periodo della sua esistenza il Naval Aircraft Factory garantì alla US Navy una propria struttura di produzione in grado anche di testare nuovi modelli, inoltre di costruire modelli progettati da aziende aeronautiche esterne per meglio comparare l'entità economica dei contratti emessi dalle stesse con gli eventuali costi e benefici nello sviluppo di progetti autoctoni.
Il NAF concluse la produzione di aerei nei primi mesi del 1945. Durante la sua attività l'esistenza del Naval Aircraft Factory fu oggetto di controversie, sostenendo che era un'attività industriale finanziata con fondi pubblici federali che si poneva in diretta concorrenza con l'imprenditoria privata inserendosi nel mercato dell'aviazione civile e sottraendone potenziali clienti. Questo fu uno dei motivo per cui se ne decise la chiusura, dirottando le proprie attività di test al neofondato Naval Air Test Center situato presso la Naval Air Station Patuxent River, nel Maryland.
Situata al Philadelphia Naval Shipyard, l'edificio principale è ancora esistente ma il suo uso è stato convertito dal Naval Surface Warfare Center, Carderock Division, quale struttura destinata alla ricerca e sviluppo.

## Modelli

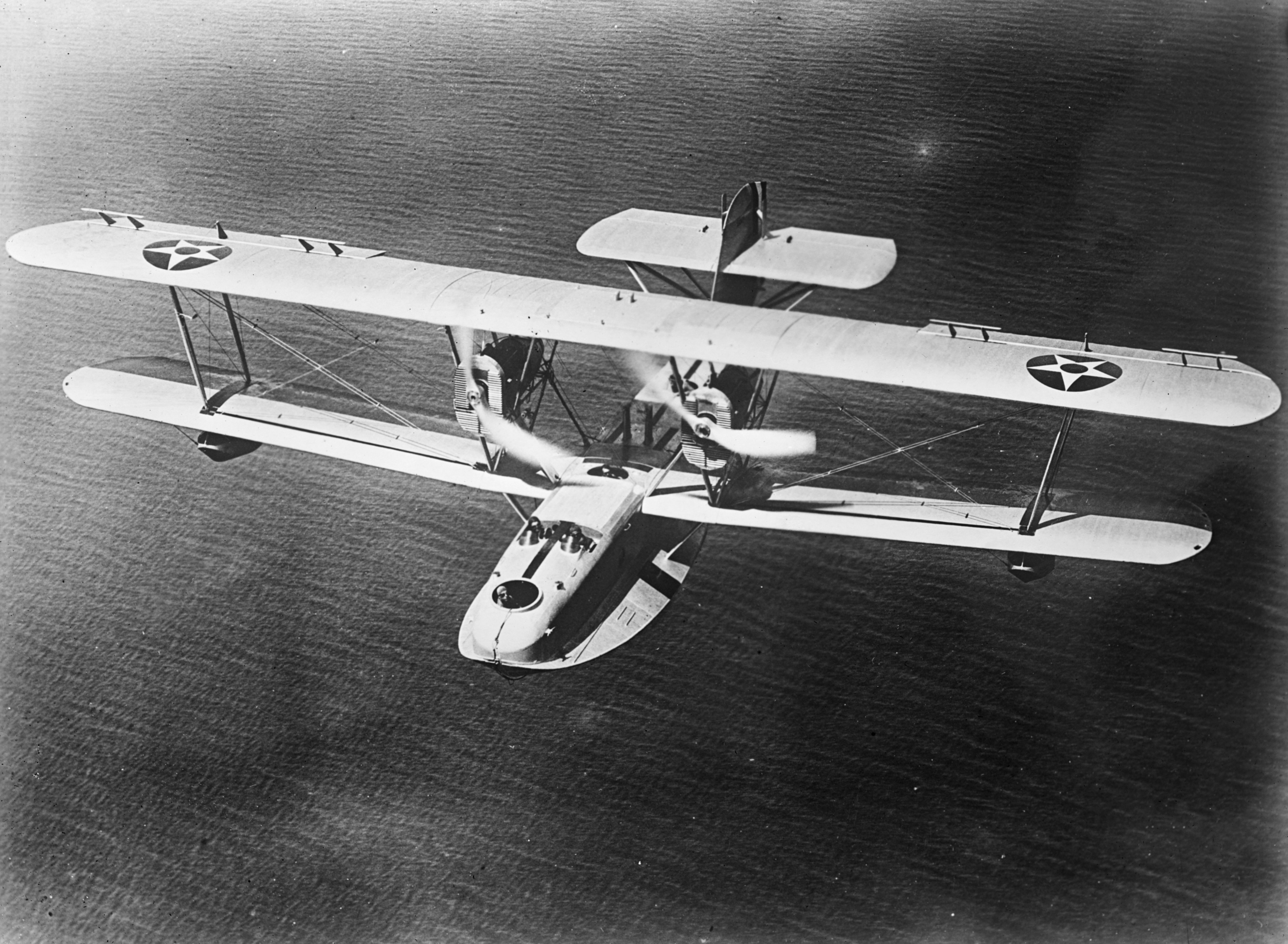
Naval Aircraft Factory PN-9, idropattugliatore marittimo in servizio nella US Navy, 1925.

- Felixstowe F5L - conversione sviluppata dalla Curtiss del Felixstowe F.5 equipaggiato con motori Liberty L-12.
- Naval Aircraft Factory N3N "Canary"
- Naval Aircraft Factory OS2N
- Naval Aircraft Factory PBN-1 Nomad (Variante del Consolidated PBY Catalina)
- Naval Aircraft Factory PN
- Naval Aircraft Factory PT
- Naval Aircraft Factory SBN
- Naval Aircraft Factory SON-1
- Naval Aircraft Factory TS-1
- Naval Aircraft Factory TF
- Naval Aircraft Factory TG
- Naval Aircraft Factory XN5N
- Naval Aircraft Factory XOSN
- Naval Aircraft Factory TDN
- Naval Aircraft Factory N-1 Pusher Seaplane